# Elsebet Ussing
Elsebet Ussing (født Lind 4. februar 1915, død 19. oktober 1978) var en dansk arkitekt. Hun havde tegnestue sammen med ægtemanden Kjeld Juul Ussing og blev Danmarks første kvindelige murerlærling. Siden uddannet på Kunstakademiets Arkitektskole i København.

## Bygninger
- Alderdomshjemmet Hedebo 1952
- Eget hus på Ermelundsvej i Gentofte 1956
- Projekt til kranlager og råmølleri for F. L. Smidt A/S i Polen 1960.
- Eget hus i Jægersborg, Ermelundsvej 100, 1957
- Boligbebyggelse: Korngården, Ballerup 1962
- Enfamiliehus på Hvidegårdsvej i Kongens Lyngby, 1965
- Boligbebyggelse: Grantoften, Ballerup 1974

## Familie
- Gift med arkitekt Kjeld Juul Ussing. Børn:  Susanne Ussing, Mette Ussing, Annette Ussing Bah, Joachim Ussing og Eva Ussing.   Mormor til filminstruktør Oliver Ussing og arkitekt Maya Ussing.

 Der er for få eller ingen kildehenvisninger i denne artikel, hvilket er et problem. Du kan hjælpe ved at angive troværdige kilder til de påstande, som fremføres i artiklen.